# Brana
Brany – obiekty używane w teorii strun, M-teorii oraz jej pochodnej, kosmologii bran.
W teorii strun brany używane są jako punkty zamocowania strun. Odpowiednio 0-brana przytrzymuje jednowymiarową strunę, 1-brana – dwuwymiarową, itd.
W M-teorii p-brany (nazwa pochodząca od uogólnienia membrany) to obiekty istniejące w hiperprzestrzeni o p wymiarach. Na przykład przy p=0 są to obiekty punktowe, przy p=1 – struny, a przy p=2 – membrany. Nazywają się odpowiednio: 0-brana, 1-brana oraz 2-brana itd.
W kosmologii brany to obiekty podobne do naszego czterowymiarowego wszechświata, które poruszają się w przestrzeni o większej liczbie wymiarów.